# Renato Bitossi
Renato Bitossi (Firenze, 31 marzo 1899 – Roma, 5 ottobre 1969) è stato un politico, sindacalista e antifascista italiano.

## Biografia
Giovane socialista nel 1919, comunista dal 1921 quando fu fondato il PCdI, attivo antifascista, Bitossi (che aveva cominciato da ragazzo a lavorare alle Officine Galileo), dopo uno scontro con gli squadristi, nel corso del quale fu gravemente ferito, dovette espatriare. In Francia fu tra i dirigenti politici e sindacali dei lavoratori che vi erano emigrati.
Rientrato clandestinamente a Milano, nel 1927 fu arrestato a Varese e, nel 1928, fu condannato dal Tribunale speciale a 8 anni e 7 mesi di carcere, scontati ad Imperia, Fossano e Civitavecchia. Amnistiato nel 1932, riprese subito la lotta antifascista a Firenze e in provincia di Siena. Due anni dopo, nuovo arresto a Bologna, dove si era trasferito. Bitossi riuscì ad evitare una nuova condanna del Tribunale speciale, ma non l'avvio al confino. Prima a Ponza, poi a Pisticci e, da Pisticci, a Tricarico. Qui la moglie, Dina Nozzoli, poté raggiungerlo, dopo che l'irriducibile antifascista era stato dimesso dall'ospedale di Matera.
La caduta di Benito Mussolini vede il ritorno della coppia a Firenze e, subito dopo l'armistizio, l'impegno nella Resistenza italiana. L'11 settembre Bitossi, che aveva visto rifiutare dal generale Chiappi la proposta di opporsi - militari e antifascisti - ai tedeschi avanzanti sulla Futa, partecipa con altri comunisti fiorentini ad una riunione con Pietro Secchia. Comincia così ad organizzare la lotta armata in Toscana e in particolare nel Senese e nel Grossetano. È Bitossi che rappresenta il PCI nel CLN delle province di Livorno, Lucca, Massa-Carrara e Pisa. È sempre lui che, come ispettore delle Brigate Garibaldi col nome di battaglia di "Giulio", coordina la lotta partigiana sia nella provincia di Livorno che nelle Alpi Apuane.
Dopo aver diretto politicamente e militarmente la lotta per la liberazione di Livorno e di Pisa, Renato Bitossi concentra la sua attività su Lucca. Combattendo contro le retroguardie tedesche, i partigiani liberano la città prima dell'arrivo degli Alleati.
Riorganizzata la vita civile a Lucca, Bitossi è chiamato a Firenze, dove il CLN lo aveva già designato vicesindaco della città liberata. Seguono la nomina a segretario generale della Camera del Lavoro di Firenze nel 1944 (carica che tornerà a ricoprire tra il 1956 e il 1960), a membro della segreteria nazionale della CGIL nel 1946, a presidente dell'INCA nel 1960, a presidente della Federazione sindacale mondiale nel 1961. Membro della Costituente, Bitossi è stato anche eletto senatore per quattro Legislature, restando in carica fino al 1968.
Nel 1969 è stato per alcuni mesi segretario generale dello SPI-CGIL.
Dopo la scomparsa di Bitossi, i comunisti fiorentini gli avevano intitolato una loro sezione.